# Vivons un peu

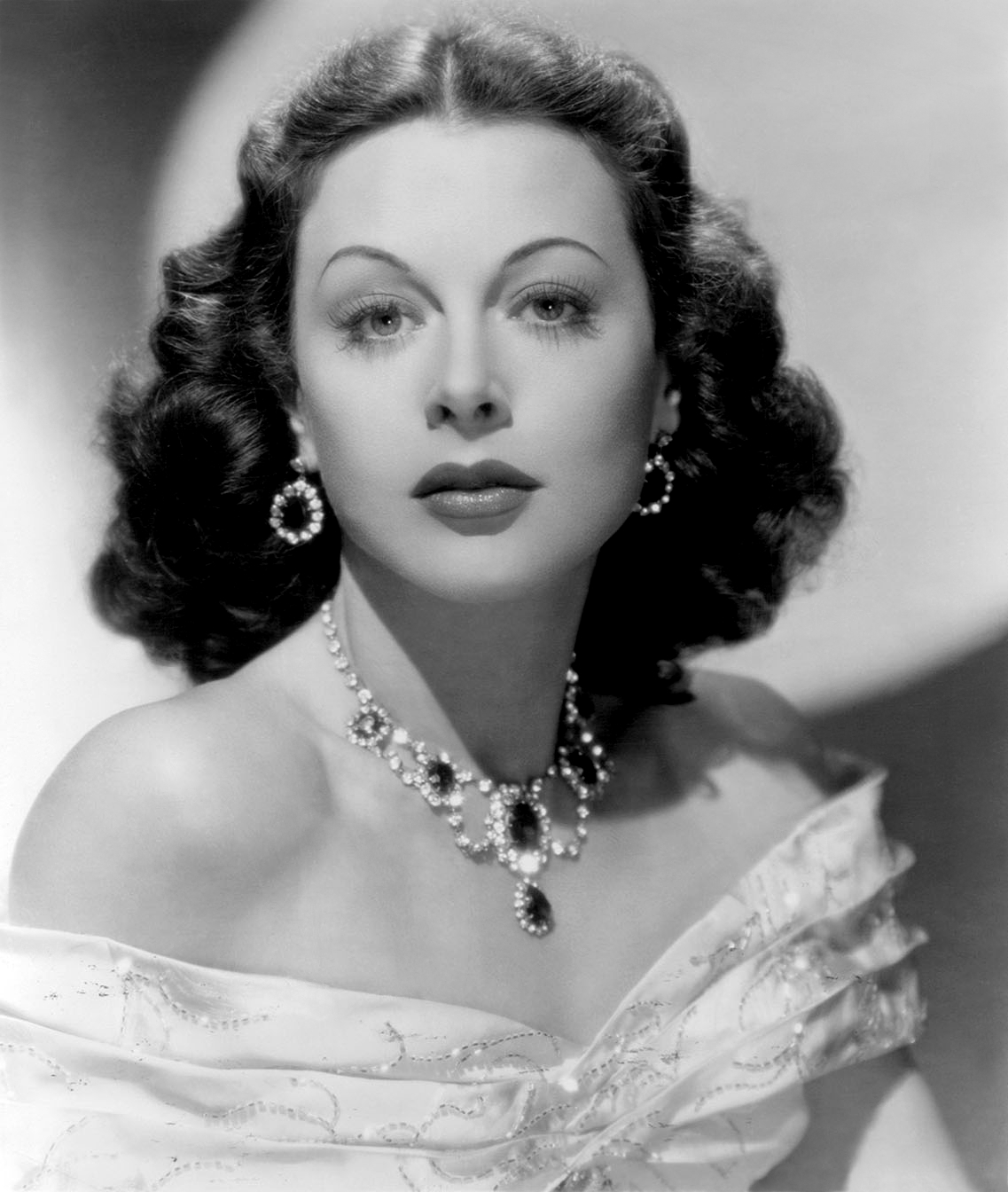
Hedy Lamarr.

Vivons un peu (Let's Live a Little) est un film américain réalisé par Richard Wallace et sorti en 1948.

## Synopsis
Un directeur d'agence de publicité débordé de travail est poursuivi par son ancienne fiancée, propriétaire d'une entreprise de parfums, qui est aussi la plus importante cliente de l'agence. Alors qu'il rend visite à un nouveau client, psychiatre et auteur d'un livre pour lui proposer une campagne de promotion, sa vie se complique quand il se rend compte que ce nouveau client est en fait une femme ravissante, qui décide de traiter ses troubles nerveux.
La psychiatre J.O. Loring en tombe alors amoureuse.

## Fiche technique
- Titre original : Let's Live a Little
- Réalisation : Richard Wallace
- Scénario : Howard Irving Young, Edmund L. Hartmann d'après une histoire d'Albert J. Cohen et Jack Harvey.
- Producteurs : Robert Cummings, Eugene Frenke
- Producteur associé : Joe Gottessman[3]
- Photographie : Ernest Laszlo
- Montage : Arthur Hilton
- Musique : Werner R. Heymann
- Genre : Comédie romantique
- Production : United California Productions
- Distributeur : Eagle-Lion Films
- Durée : 85 minutes
- Date de sortie : 
  - États-Unis : 9 décembre 1948

## Distribution
- Hedy Lamarr : Dr. J.O. Loring
- Robert Cummings : Duc Crawford
- Anna Sten : Michele Bennett
- Robert Shayne : Dr. Richard Field
- Mary Treen : Miss Adams
- Harry Antrim : James Montgomery
- Norma Varden : Nurse Brady
- Byron Foulger : Mr. Hopkins
- Virginia Farmer : Mrs. Harris
- Lucien Littlefield :	Mr. Tinker
- Billy Bevan : Morton
- Jay Eaton : Mr. Fetherstone
- John Dehner : Dempster
- Regina Wallace :	Mrs. Lansworth
- Lillian Randolph : Sarah
- Joseph Granby (en) : Newcomb
- Frank Marlowe : le chauffeur de taxi
- Curt Bois : Chemist
- Kathleen O'Malley :	Model

## Production
C'est le premier film produit par Robert Cummings et Eugene Frenke pour leur nouvelle société de production United California Productions. Hedy Lamarr signe son contrat avec eux en novembre 1947.
Frenke y assure un petit rôle à sa femme Anna Sten, dont la carrière à Hollywood était en bout de course. Le tournage a commencé en mars 1948.